# فرودگاه باراماتی
فرودگاه باراماتی (به انگلیسی: Baramati Airport) (به زبان بومی: बारामती विमानतळ) یک فرودگاه همگانی است که یک باند فرود سنگفرش دارد و طول باند آن ۱۴۴۶ متر است. این فرودگاه در کشور هند قرار دارد و در ارتفاع ۶۰۴ متری از سطح دریا واقع شده‌است.